# Juan de Esquivel
Juan de Esquivel, né vers 1480 à Séville, dans le royaume de Castille, et mort en 1513 à la Jamaïque, est un conquistador espagnol. 
Venu à Hispaniola en 1493, lors du deuxième voyage de Christophe Colomb, il est chargé en 1509 de prendre possession de l'île de la Jamaïque dont il devient le premier gouverneur.

## Biographie

### Hispaniola
Esquivel accompagna Christophe Colomb dans son deuxième voyage en Amérique, en 1493, et participa à la conquête et à la colonisation de l'île d'Hispaniola, où il séjourna ensuite un certain temps. 
En 1502, lorsque Nicolás de Ovando fut nommé gouverneur d'Hispaniola, Esquivel était un de ses lieutenants. 
En 1504, Ovando l'envoya à la tête de 400 hommes soumettre la province de Higuey, qui s'était révoltée, sous la direction du célèbre cacique taïno Cotubanamá. Les Indiens furent battus et chassés dans les montagnes. Mais il y eut bientôt une autre insurrection et Esquivel fut renvoyé par Ovando soumettre la province, ce qu'il réalisa dans un bain de sang et captura le cacique rebelle. Esquivel fonda ensuite la ville de Santa Cruz del Seibo. En 1509, Diego Colomb, fils aîné de Christophe Colomb et héritier de la « couronne » de vice-roi, devenu gouverneur en 1506, envoya Esquivel à la tête de soixante-dix hommes prendre possession de l'île de la Jamaïque.

### La Jamaïque
En 1509, il fonda une colonie sur la côte nord de l'île, à l'endroit où Christophe Colomb avait fait naufrage en 1503. Nommée Sevilla Nueva, c'était la troisième ville espagnole du Nouveau Monde. Des vestiges de la ville ont été retrouvés à 1,5 km à l'ouest de la ville de Discovery Bay. Nueva Sevilla devait servir de base pour la conquête de l'île. 
Les Indiens se réfugièrent dans la montagne et restèrent sur la défensive. Esquivel trouva cependant les moyens de réduire leurs chefs et les autres se soumirent et furent employées aux cultures de coton et de céréales. Il obtint rapidement la soumission des Indiens. 
Esquivel développa l'élevage (bovins, porcs et chevaux), et développa la culture de diverses plantes. Les exportations de la colonie devinrent considérables et la Jamaïque approvisionna bientôt les Espagnols établis sur le continent ou sur les îles voisines.
Juan de Esquivel est probablement mort à la Jamaïque à l'automne 1513.